# Conférence Est de la WNBA
Pour les articles homonymes, voir Conférence Est.
La Conférence Est de la Women's National Basketball Association ou au Canada francophone l’Association de l'Est de la WNBA (en l'anglais WNBA's Eastern Conference) est composée de six équipes.
Les séries éliminatoires de la Conférence Est sont composés de deux tours, les demi-finales de Conférence et les finales de Conférence dont le vainqueur affronte le vainqueur de la Conférence Ouest lors des Finales WNBA afin de désigner le champion WNBA. Ces deux tours se jouent au meilleur des trois matchs.

## Composition de la Conférence Est

### Anciennes équipes
Disparues
- Sting de Charlotte
- Rockers de Cleveland
- Sol de Miami

Délocalisation dans la Conférence Ouest
- Comets de Houston
- Shock de Détroit devient Shock de Tulsa en 2009 et Wings de Dallas en 2016

Déménagement
- Le Miracle d'Orlando devient le Sun du Connecticut

## Champions de la Conférence Est

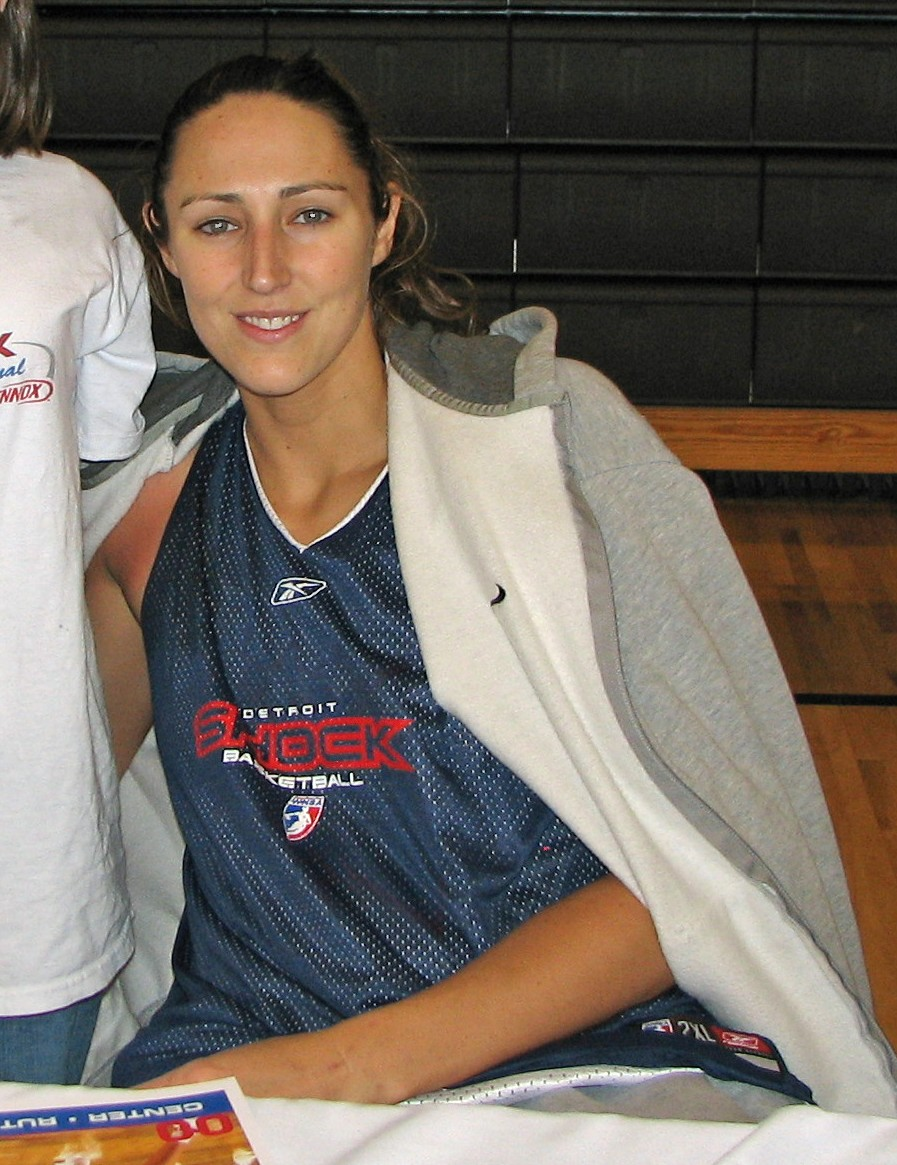
Ruth Riley, une des stars du défunt Shock de Détroit.

- 1997 : Comets de Houston, Liberty de New York (Les Comets et le Liberty ont disputé les Finales WNBA en raison de la configuration des séries éliminatoires qui pouvaient alors voir s'opposer deux équipes de la même Conférence en Finales WNBA. Les Comets sont considérés comme vainqueur de la Conférence Est en tant que vainqueur de la confrontation en Finales WNBA.)
- 1998 : Pas d'équipe championne de Conférence Est en raison de la configuration des playoffs.
- 1999 : Liberty de New York
- 2000 : Liberty de New York
- 2001 : Sting de Charlotte
- 2002 : Liberty de New York
- 2003 : Shock de Détroit
- 2004 : Sun du Connecticut
- 2005 : Sun du Connecticut
- 2006 : Shock de Détroit
- 2007 : Shock de Détroit
- 2008 : Shock de Détroit
- 2009 : Fever de l'Indiana
- 2010 : Dream d'Atlanta
- 2011 : Dream d'Atlanta
- 2012 : Fever de l'Indiana
- 2013 : Dream d'Atlanta

Champions WNBA en gras

## Liste des équipes championnes de la Conférence Est
- 4 : Shock de Détroit (devenu Shock de Tulsa et délocalisée dans la Conférence Ouest en 2009)
- 4 : Liberty de New York
- 3 : Dream d'Atlanta
- 2 : Sun du Connecticut
- 2 : Fever de l'Indiana
- 1 : Sting de Charlotte (disparue)
- 1 : Comets de Houston (délocalisée dans la Conférence Ouest en 1998, puis disparue)